# Фуего
Фуего (ісп. Volcán de Fuego — вулкан вогню), Чиґаґ (какчикель Chi'gag — місце, звідки йде вогонь) — стратовулкан у західній частині Гватемали. Висота над рівнем моря — 3763 м.

## Опис
Знаходиться недалеко від міста Антигуа-Гватемала, лежить в ланцюзі вулканів, що простягнулися уздовж тихоокеанського узбережжя Гватемали, і є частиною базальтового вулканічного комплексу. Один з найактивніших вулканів в Гватемалі. 13 вересня 2012 року сталося чергове виверження вулкану.
7 лютого 2015 року сталося ще одно виверження. Після виверження був закритий державний аеропорт Гватемали.
1 грудня 2015 р. — чергове виверження.
3 червня 2018 р. — Виверження супроводжувалося  пірокластичними потоками східним схилом вулкана. В результаті багато жителів навколишніх сіл, які працювали на своїх полях, так і не встигли евакуюватися. За даними на 8 червня жертвами виверження стали 109 осіб. Станом на 17 червня повідомлено що загинуло щонайменше 110 людей, а 197 — усе ще вважаються зниклими. Виверження вулкану Фуего 3 червня 2018 року забрало життя 431 людини
23 вересня 2021 року повідомлено про нове виверження вулкану. Спостерігається декілька пірокластичних потоків вниз по схилах.

## Фототека

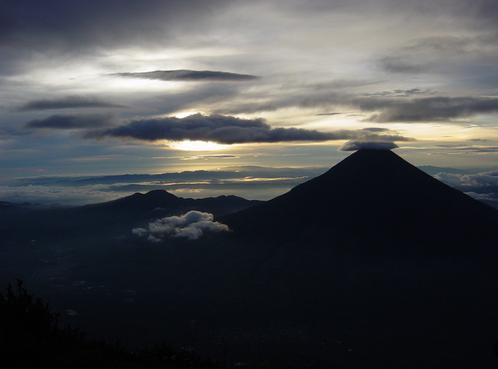
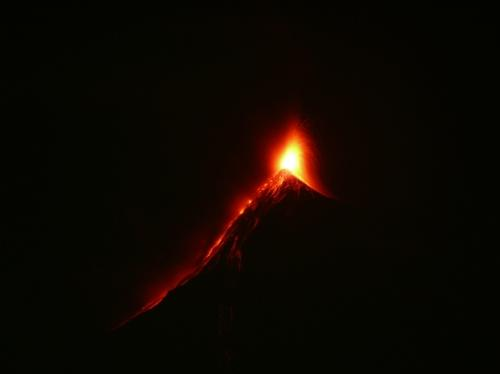
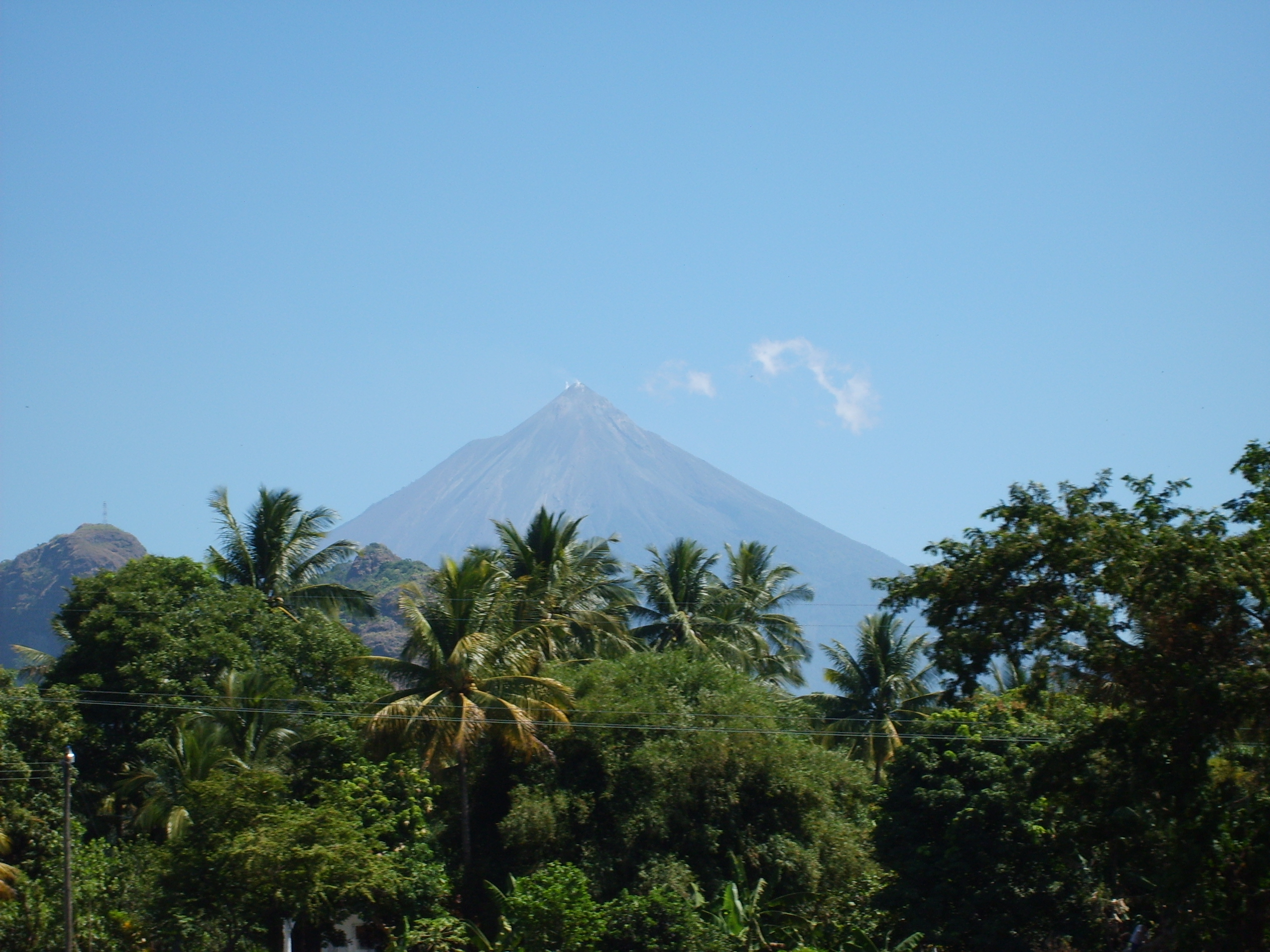
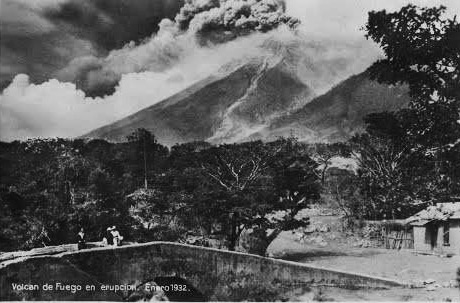
1932 eruption
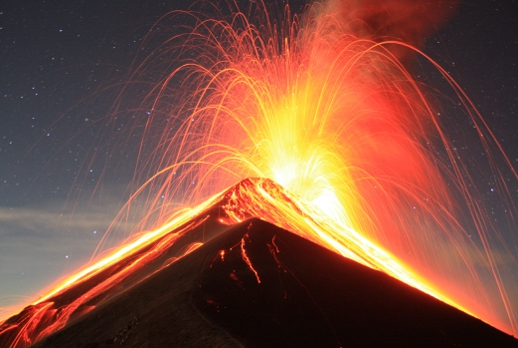
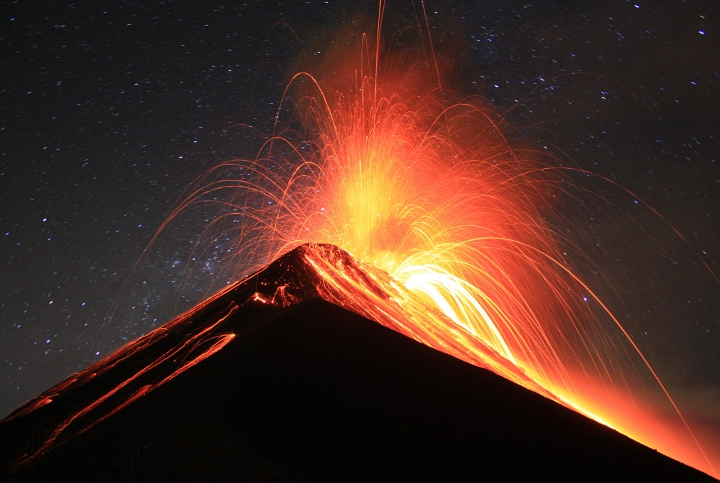
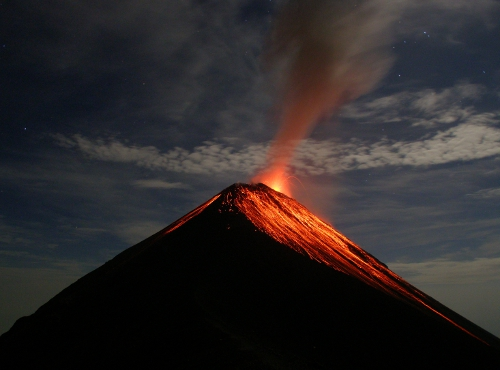
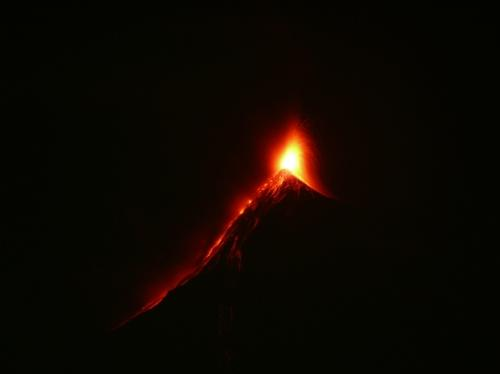
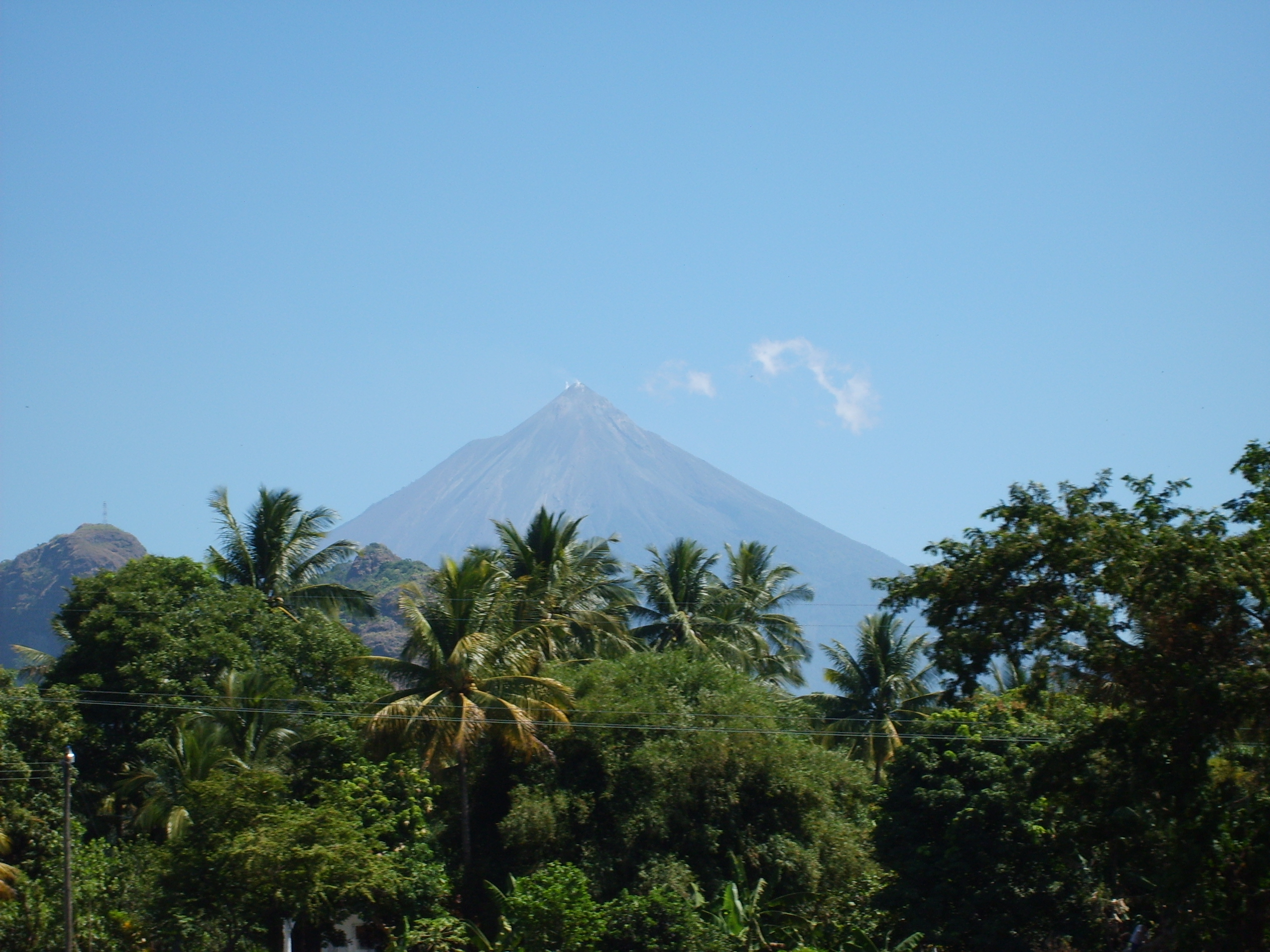
2007
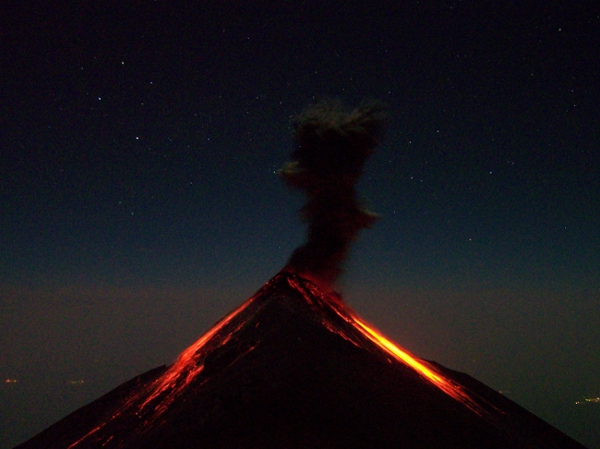
3D view